# Stat Quo
Stat Quo, artistnamn för Stanley Benton, född 24 juli 1979 i Atlanta, USA, är en amerikansk hiphopartist.